# Cacoscelis nigripennis
Cacoscelis nigripennis es una especie de escarabajo de la familia Chrysomelidae.

## Descripción
Los adultos tienen el cuerpo negro, la cabeza y el tórax de color rojo brillante. Suelen tener 10 mm de largo y oscilan entre 5 mm y 4 mm de ancho.

## Plantas hospederas
Son muy conocidas por alimentarse de Passiflora caerulea, en Argentina se lo conoce como "escarabajo del Mburucuyá", siendo uno de los principales problemas para la planta cuando se encuentran en grandes grupos.

## Distribución
Cacoscelis nigripennis habita en América del Sur.

## Enlaces externos
- Esta obra contiene una traducción  derivada de «Cacoscelis nigripennis» de Wikipedia en inglés, concretamente de esta versión, publicada por sus editores bajo la Licencia de documentación libre de GNU y la Licencia Creative Commons Atribución-CompartirIgual 4.0 Internacional.

- Datos: Q107014829
- Multimedia: Cacoscelis nigripennis / Q107014829